# John Farrington (cầu thủ bóng đá)
John Robert Farrington (sinh ngày 19 tháng 6 năm 1947) là một cựu cầu thủ bóng đá người Anh thi đấu ở vị trí tiền vệ chạy cánh phảier.

## Sự nghiệp
Sinh ra ở Lynemouth, Farrington thi đấu cho Wolverhampton Wanderers, Leicester City, Cardiff City và Northampton Town, có hơn 400 lần ra sân ở Football League. Sau đó ông trở thành cầu thủ-huấn luyện viên của AP Leamington.